# Terry Labonte
Terrance Lee "Terry" Labonte, född den 16 november 1956 i Corpus Christi i Texas, är en racerförare från USA. Hans yngre bror Bobby Labonte är också en känd racerförare.

## Racingkarriär
Labonte inledde sin karriär i Nascar 1978 och blev fyra i sitt debutrace. 1979 slutade han i topp-tio under sin första hela säsong. 1980 vann han sitt första race på Darlington. Han var vid tidpunkten stabil utan att glänsa, och blev topp-fem i serien både 1981 och 1982. Efter att ha vunnit sitt andra race i karriären 1983 vann Labonte hela mästerskapet 1984 efter två segrar. Efter en sjundeplats totalt 1985 och en tolfteplats 1986 lämnade han sitt team. I sitt nya team blev han trea 1987, fyra 1988, men bara tia 1989. Efter ett antal dåliga år gick Labonte till Hendrick Motorsports, där han 1994 blev sjua i serien, vilket han följde upp med en sjätteplats 1995 och en sensationell andra titel 1996. Han nådde aldrig samma höjder igen, och efter en tiondeplats 2003 har han inte vunnit ett enda race. Han körde deltid som inhoppare till 2014. 2014 pensionerade han sig från Nascar.

## Team
NASCAR Sprint Cup Series
1978–1986,1991–1993 Hagan Racing (14 44 94)
1987–1989 Junior Johnson & Associates (11)
1990 Precision Products Racing (1)
1994–2006 Hendrick Motorsports (5 44)
2005 Joe Gibbs Racing (11)
2006 Hall of Fame Racing (96)
2007 Michael Waltrip Racing (55)
2008 Petty Enterprises (45)
2008 Gillett Evernham Motorsports (10)
2009–2010 Prism Motorsports (55 66)
2009 E&M Motorsports (08)
2010 Stavola Labonte Racing (10)
2010 Whitney Motorsports (46 81)
2011– Go Fas Racing (23 32)
2011 Front Row Motorsports (38)
NASCAR Nationwide Series
1985 Darrell Waltrip Motorsports (17)
1986,1991–1997,1999–2000 Labonte Motorsports (04 5 14 44 94)
NASCAR Craftsman Truck Series
1995 Hendrick Motorsports (5)